# Babočka paví oko
Babočka paví oko (Inachis io (Linnaeus, 1758)) je druh denního motýla z rodu baboček, patřících do čeledi babočkovitých (Nymphalidae). Svoje druhové jméno dostal podle výrazně zbarvených skvrn, které se nacházejí na jeho křídlech. V současnosti není babočka paví oko na území Česka řazena mezi ohrožené druhy a je po celém území státu hojně rozšířena. Řadí se mezi nejznámější a nejhojnější motýly na území státu.

## Taxonomie
Druh se popisuje odborně jako Inachis io, ale existuje i alternativní pojmenování Nymphalis io či Papilio io (dle Linnaeus, 1758).

## Popis

### Vajíčko
Samička babočky paví oko klade shluky vajíček na spodní stranu živných rostlin (např. kopřivy dvoudomé či chmelu otáčivého). Samička klade shluk vajíček na jedinou rostlinu, na které pak po vylíhnutí housenky vytváří své „hnízdo“ ze spředených listů rostlin.

### Housenka

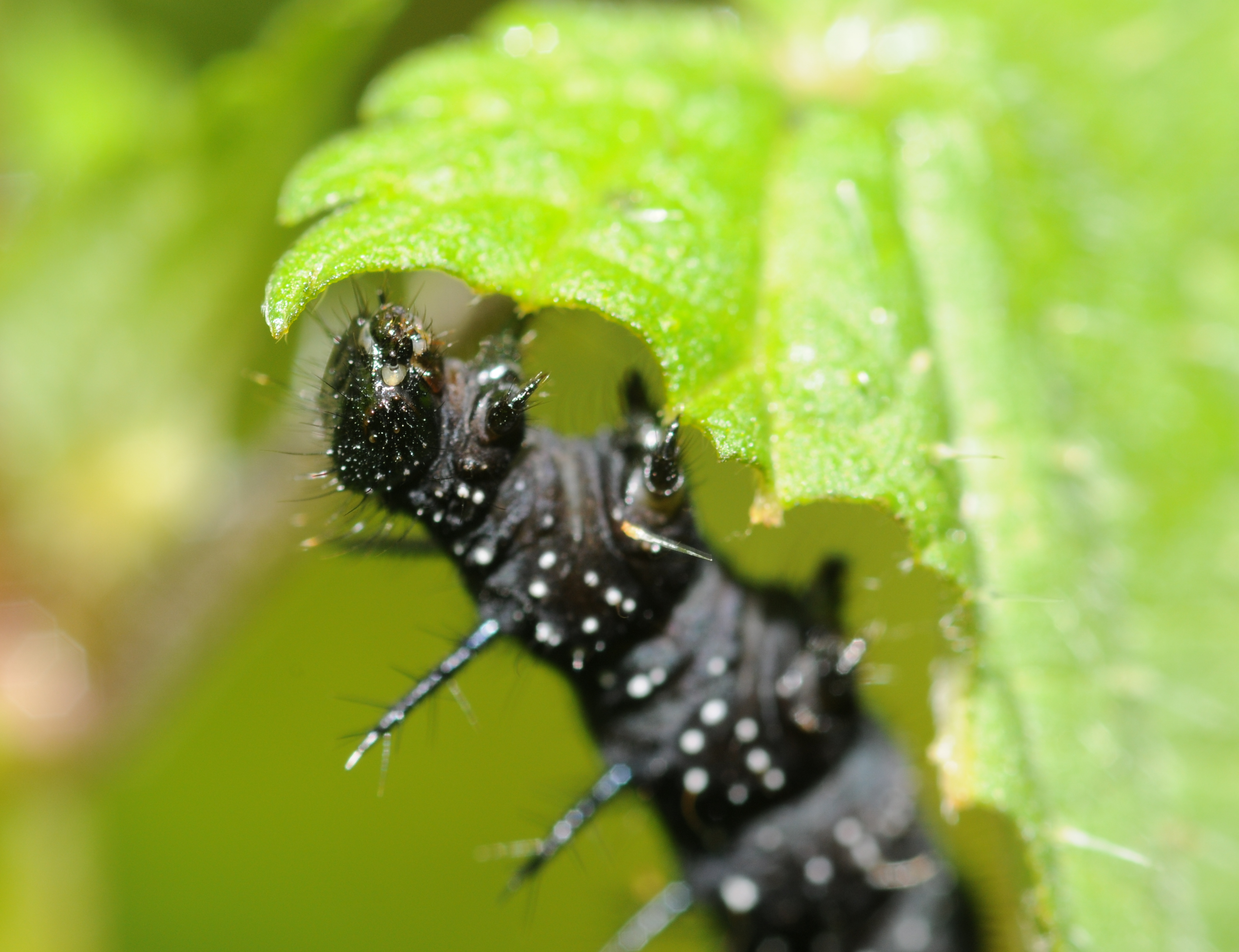
Hlava housenky

Po vylíhnutí z vajíček žijí housenky babočky společně a na jedné rostlině se tak často vyskytuje až několik desítek jedinců. Housenka je černá hustě posetá bílými skvrnami s černými trny. Panožky mají červené a hlava je černě lesklá. Housenka se během vývoje téměř nemění. z kopřivy získává dostatek potravy a opouští ji až v době dospělosti (tj. jako imago). Prochází dokonalou přeměnou.

#### Potrava
Housenky se živí převážně kopřivou dvoudomou (Urtica dioica) a chmelem otáčivým (Humulus lupulus). Ve vzácných případech byla housenka pozorována na ostružiníku.

### Kukla

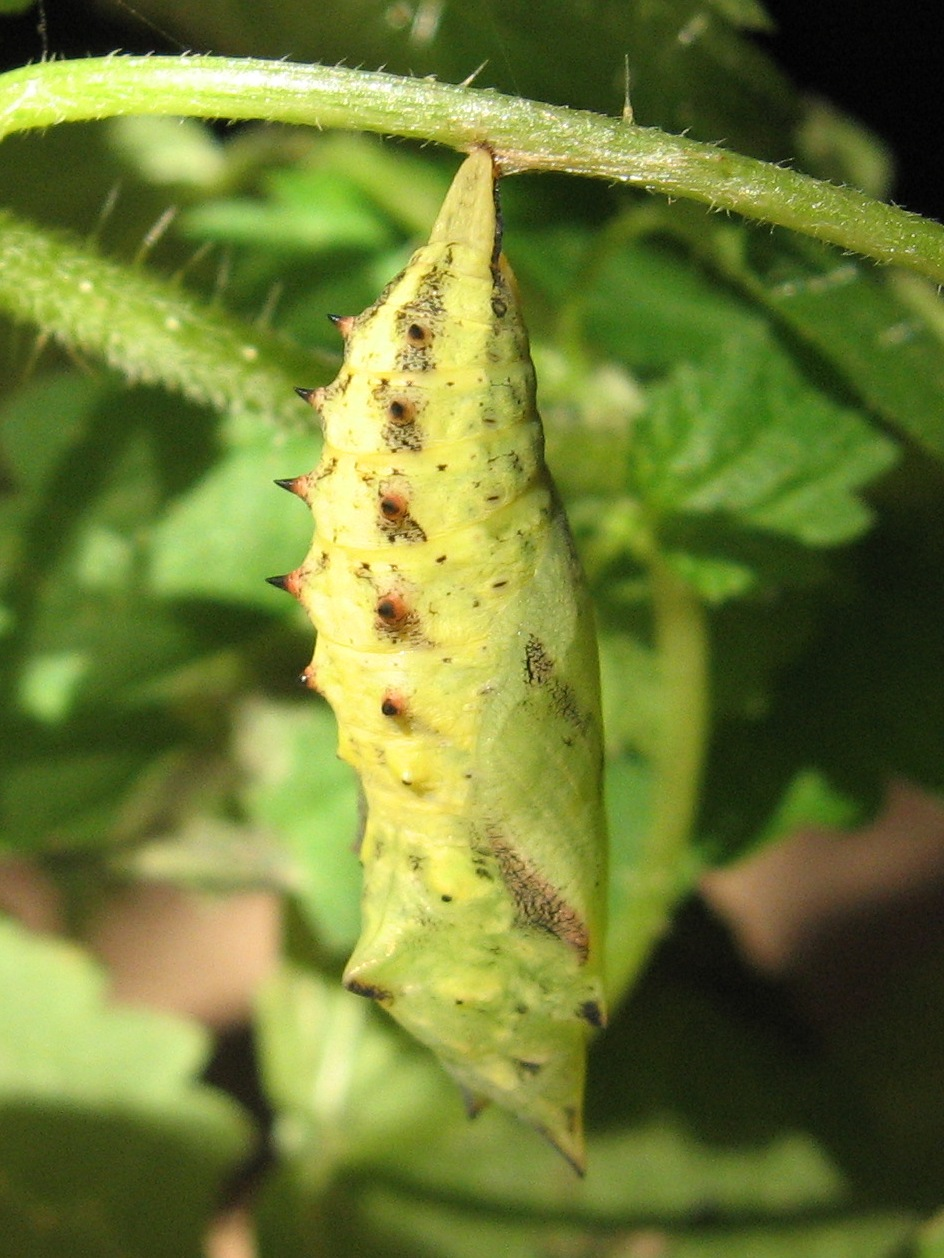
kukla babočky paví oko

Housenky před zakuklením vyhledávají potenciální úkryt (pod kamenem, ve štěrbinách zdí), kde se následně kuklí jednotlivě do různě barevných kukel, což je dáno neuroendokrinními faktory. Stádium kukly je krátké. V jiných případech se housenky zakuklí přímo na živné rostlině. Kukly jsou většinou pak zavěšené a dle závislosti na úkrytu se mění i barva kukly. Pokud se housenka zakuklí na rostlině, mívá kukla barvu žlutozelenou s červenohnědými proužky a lesklými skvrnami. V případě, že došlo k zakuklení v štěrbině či pod kamenem, je kukla hnědošedá se zlatými skvrnami na hřbetě.

### Dospělec
Dospělec má přední a zadní křídla hnědé až hnědočervené barvy , na kterých se nachází výrazné modravé skvrny v rozích křídel, které způsobují nezaměnitelnost tohoto druhu. Velikost předního křídla se udává mezi 32 až 40 mm (jiný zdroj uvádí 27 až 35 mm), rozpětí předních křídel se pak udává mezi 60 až 64 mm. Lem křídel je černohnědý, u předního páru křídel je členitý s černou kresbou. Naproti tomu vnější okraje křídel jsou mírně zubaté.
Zimu přezimovává dospělec.

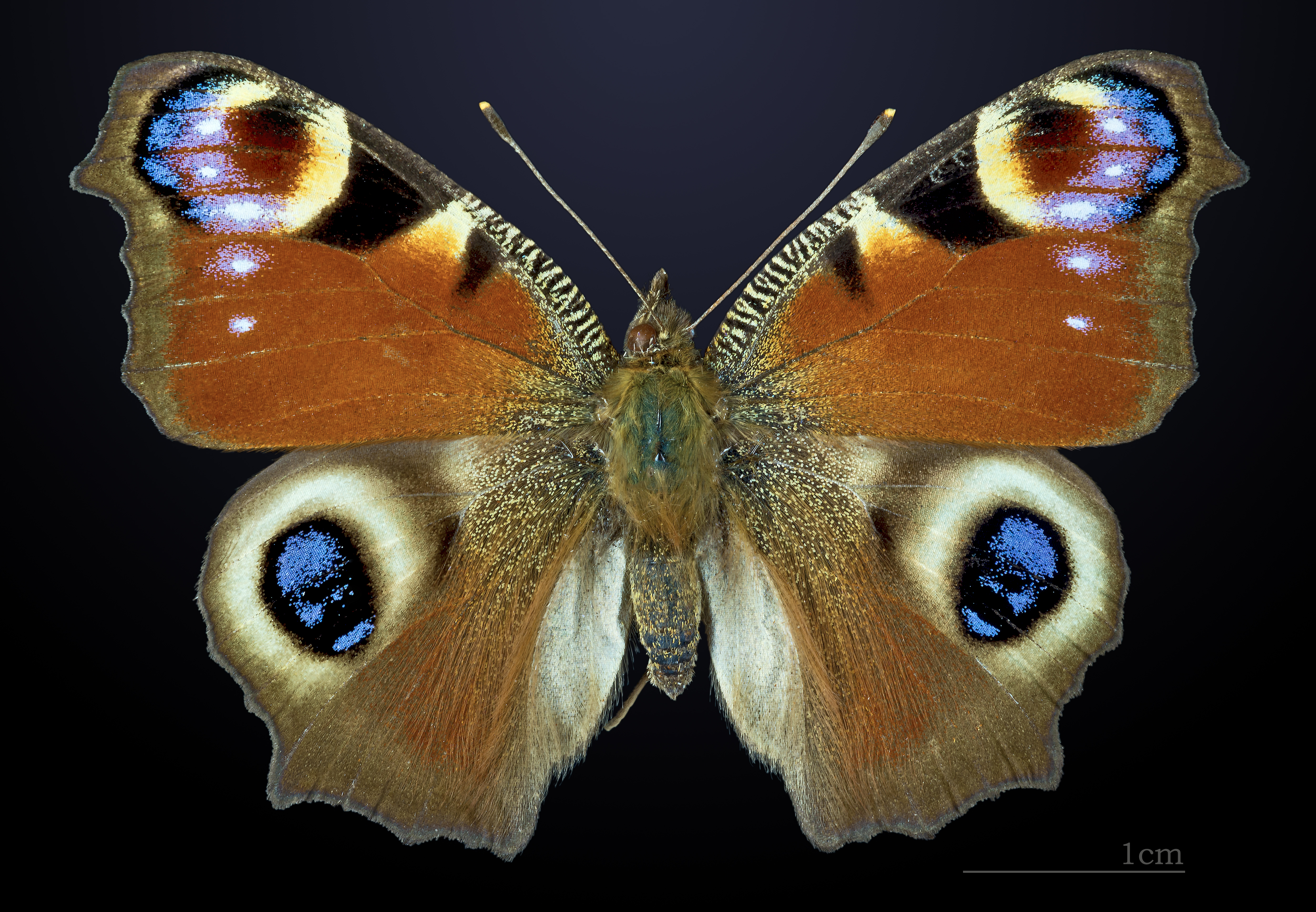
Babočka paví oko
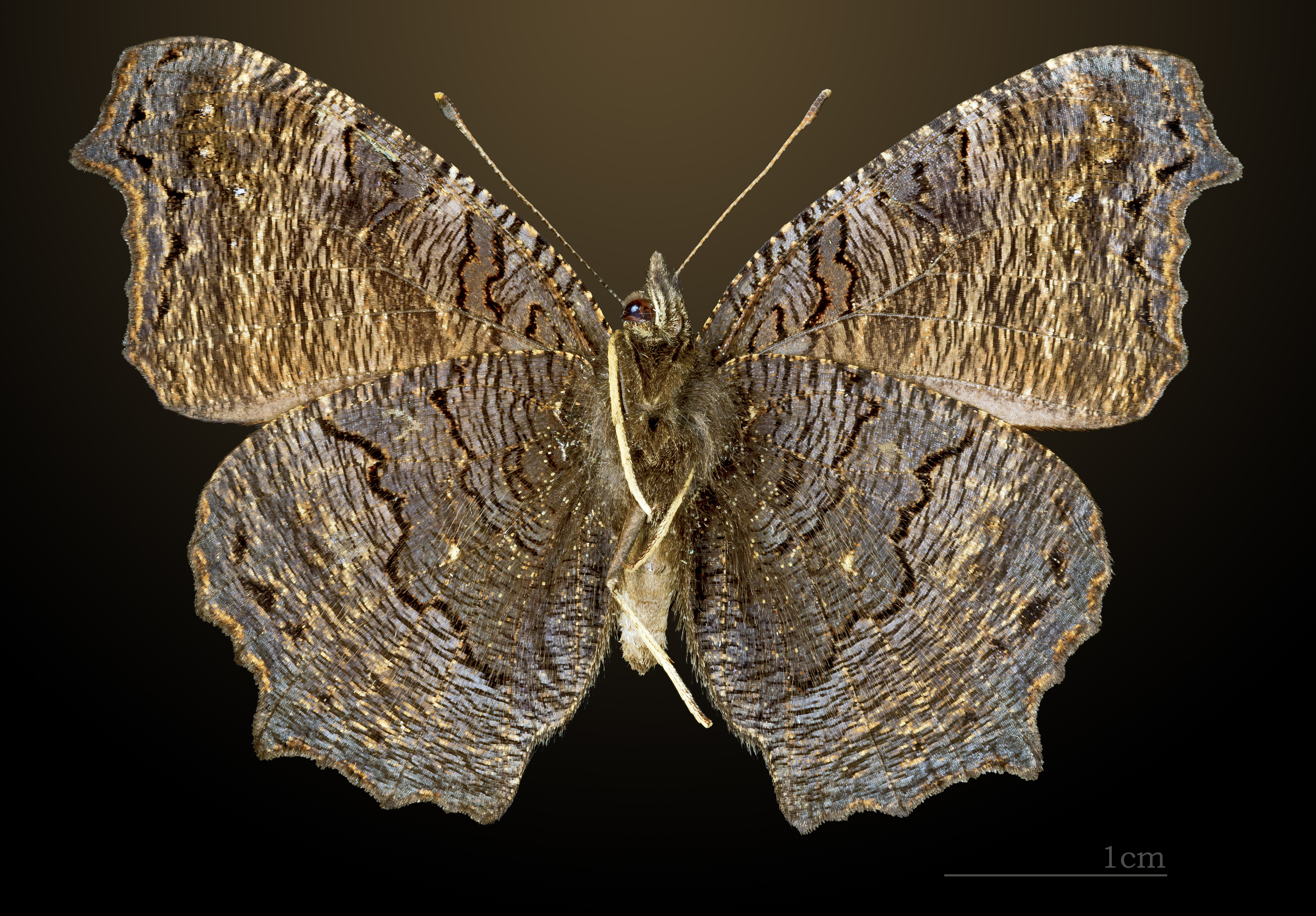
△ Babočka paví oko

#### Potrava
Motýla je možné spatřit na květech, zralém ovoci i vytékající míze, často i na bodlácích a kopřivách.[zdroj⁠?!] Samičky preferují nektar, který obsahuje aminokyseliny.

## Výskyt
Vyskytuje se téměř po celý rok (je jedním z prvních jarních motýlů) v polohách od nížin až do hor v palearktických oblastech, tedy téměř v celé Evropě (vyjma Kréty a nejsevernějších oblastí Evropy do 60° s.š.), Turecku, v mírných oblastech Asie až po Japonsko. Pozorování naznačují, že se počátkem 21. století babočka paví oko rozšiřuje v oblasti Velké Británie do severnějších oblastí, než které dříve obývala. V těchto oblastech obývá v podstatě většinu území od lesů, luk, zahrad, parcích i zastavěných oblastech.
Jeho téměř celoroční výskyt na území Česka je dán tím, že je babočka paví oko dvougenerační. Jedna generace se objevuje na jaře a druhá na podzim s tím, že se obě populace v letních měsících překrývají. Jarní generace se vyskytuje od března do pozdního léta. Kdežto přezimující generace často létá ještě od března do května. Na území státu se jedná o relativně hojný druh vlivem rozšířenosti kopřivy, která slouží za hlavní potravu housenek.

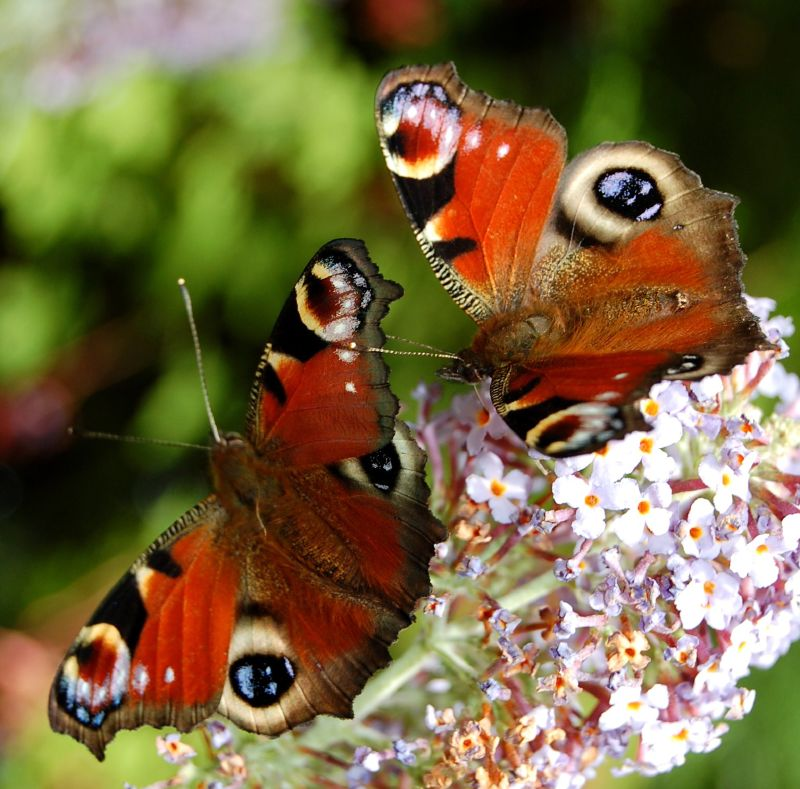
Dvojice baboček

Zimu přečkává na chráněných místech (dutiny stromů atd.), a díky existenci člověka vyhledává i nevytápěné prostory lidských příbytků jako jsou půdy či sklepy.

## Chování
Babočka paví oko je solitérně žijící druh, který má otevřené populace. Jedinci druhu jsou schopni dálkové migrace. Během léta samci převážně v odpoledních hodinách hájí svá teritoria, což ale neplatí v podzimním období, kdy většinu času stráví příjmem potravy, vystavování se slunečním paprskům, migrací a vyhledáváním potenciálních míst pro přezimování. Toto chování je způsobeno tím, že na podzim imága nemají ještě dostatečně vyvinuté pohlavní orgány, což jim neumožňuje rozmnožování, které se pak odehrává u přezimující populace až na jaře.
Dospělí motýli létají jak v otevřené krajině (jako jsou louky, pole, pastviny a další agrární krajina), ale taktéž i při okrajích lesů a v okolí křovin. Nicméně často zalétávají i do okolí lidských sídel, konkrétně na zahrádky či jeteliště, kde dospělci sají nektar.

## Rozmnožování
Samci pro získání samičky využívají vyčkávací párovací strategii nazývanou jako perching. Po oplodnění klade samička shluky vajíček na spodní stranu rostlin, kterými se následně vylíhnuté housenky živí.

## Sběratelství

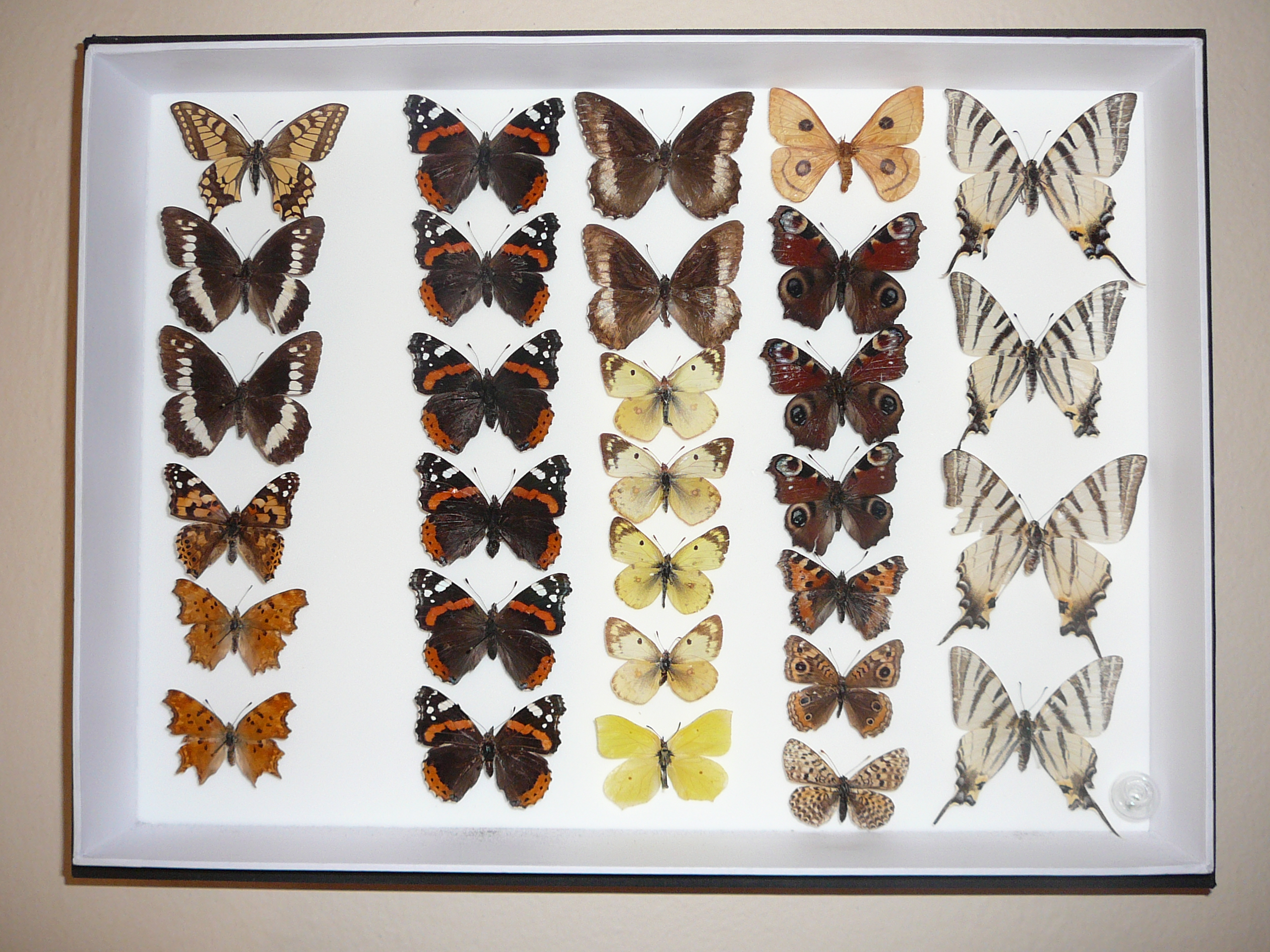
Sbírka motýlů obsahující babočky

Babočka paví oko je častým cílem sběratelů motýlů z důvodu estetické krásy její kresby křídel.